# البداية والنهاية (فلم 1993)
البداية والنهاية (بالإسبانية: Principio y fin) (بالإنجليزية: The Beginning and the End) فيلم درامي مكسيكي عام 1993 من إخراج أرتورو ريبستين، عن قصة الكاتب المصري نجيب محفوظ (بداية ونهاية) الحائز على جائزة نوبل للآداب عام 1988، وقد تم إختيار الفيلم ليمثل المكسيك لأفضل فيلم بلغة أجنبية في حفل توزيع جوائز الأوسكار رقم 67، ولكن لم يتم قبوله كمرشح.

## طاقم التمثيل
إرنستو لاغوارديا: في دور غابرييل بوتيرو
جوليتا إيغورولا: في دور إغناسيا بوتيرو
بلانكا جويرا: في دور جوليا
فيرونيكا ميرشانت: في دور ناتاليا
برونو بشير: في دور نيكولاس بوتيرو
ألبرتو إستريلا: في دور جاما بوتيرو
ألونسو إشانوف: في دور كارينوسو
لوسيا مونيوز: في دور ميريا بوتيرو
لويس فيليبي توفار: في دور سيزار
جوليان باستور: في دور لوجان
لويزا هويرتاس: في دور إيزابيل

## ملخص أحداث الفيلم
عائلة تنتمي إلى الطبقة المتوسطة المكسيكية، بعد وفاة رب الأسرة تكافح من أجل تجنب الفقر. تقرر الأم أن يستمر أصغر أفراد العائلة، جابريليتو في التعليم، على حساب أطفالها الآخرين، على أمل أن تتمكن الأسرة على المدى الطويل من استعادة حياتها الطيبة، ويتقاسم كل أفراد الأسرة التضحيات من أجل إنهاء تعليم أصغرهم.

## استقبال الفيلم
كتب روبرت كيسر من صحيفة «برايت لايتس فيلم» (مجلة أفلام أكاديمية شهيرة على الإنترنت، مقرها في أوكلاند، كاليفورنيا، الولايات المتحدة): «المخرج يوظف طاقم الشخصيات (التي تشبه شخصيات الكاتب تشارلز ديكنز) من خلال حركات الكاميرا البليغة دون عناء، وتصميم الإنتاج المفصل بشكل رائع، بما في ذلك القذارة المتوهجة لملهى ليلي، وعروض مقنعة، وصولاً إلى النهاية المحمومة التي تنطوي على انتحار قسري في فندق الحب. تشير المشاعر الانفعالية إلى المآسي المتزايدة باستمرار للرواية التليفزيونية إلى جانب الانفعالات العاطفية للأوبرا؛ جنبًا إلى جنب مع بيئة الملاكمة وقيمة العذرية، جنبًا إلى جنب مع إشارات التنفس الشديد عن سفاح القربى، تشير الروابط الواضحة إلى روكو وإخوانه في فيلم فيسكونتي، حيث تحاول الأم القوية إبقاء حضنها على قيد الحياة في مزاريب المدينة الكبيرة».

## الجوائز والترشيحات
جوائز آرييل، المكسيك 1994: Ariel Awards, Mexico: فاز بالجائزة الذهبية لأفضل فيلم، وفاز بستة جوائز فضية لأفضل ممثل رئيسي، وممثل ثانوي، وممثلة رئيسية، وممثلة ثانوية، وأفضل مونتاج، وأفضل تصميم. وترشح لثمانية جوائز فضية.
مهرجان جوادالاخارا السينمائي الدولي 1994: Guadalajara International Film Festival: فاز بجائزة DICINE ، وجائزة FIPRESCI للمخرج.
مهرجان هافانا السينمائي 1994: Havana Film Festival: فاز بجائزة أفضل ممثلة رئيسية، وأفضل ممثلة ثانوية، وجائزة FIPRESCI، وجائزة جراند كورال.
مهرجان نانت للقارات الثلاث 1993: Nantes Three Continents Festival: فاز بجائزة أفضل فيلم، وأفضل ممثلة، وأفضل موسيقى. وترشح لجائزة جولدن مونتجولفيير.
مهرجان سان دييغو السينمائي الدولي 1997: San Diego International Film Festival: فاز بجائزة الإنجاز الخاص
مهرجان سان سيباستيان السينمائي الدولي 1993: San Sebastián International Film Festival: فاز بجائزة الصدف الذهبي.

## روابط خارجية
- مقالات تستعمل روابط فنية بلا صلة مع ويكي بيانات